# Hein Diehl

Hein Diehl

Heinrich "Hein" Diehl (* 23. Februar 1896 in Iserlohn; † 18. Juni 1964 ebenda) war ein deutscher Politiker (NSDAP).

## Leben und Wirken
Nach dem Besuch der Volksschule und des Realgymnasiums in Iserloh bis 1912 wurde Hein Diehl an der Handwerker- und Kunstgewerbeschule Elberfeld ausgebildet und besuchte gleichzeitig als Hospitant die Kunstakademie Düsseldorf. Von 1914 bis 1918 nahm er am Ersten Weltkrieg teil, in dem er 1914 verwundet und 1918 Opfer eines Gasangriffs wurde. In den Jahren 1919 bis 1922 verdiente er seinen Lebensunterhalt als Kunsthandwerker und Autogenschweißer. Seit 1923 war er als Kunstmaler und Schriftsteller tätig. Zum 1. Juni 1930 trat er der NSDAP bei (Mitgliedsnummer 249.618).
In der NSDAP übernahm Diehl 1930 Aufgaben als Bezirksredner in den Bezirken Lenne-Vollme und Plettenberg. Seit 1931 fungierte er als Bezirkskulturwart dieser Bezirke und als Gauredner des Gaues Westfalen Süd. 1932 wurde er zum Kreisleiter und zum Kreiskulturwart ernannt. Außerdem wurde er Dozent an den Gauführerschulen der NSDAP des Gaues Westfalen Süd. Im Frühjahr 1934 wurde Diehl Gauorganisationsleiter und trat in die Nationalsozialistische Volkswohlfahrt ein. 1937 war Diehl Mitglied der Reichskammer der bildenden Künste und ab Oktober 1937 wurde er schließlich zum Leiter des Amtes Organisations-Sonderaufgaben im Hauptorganisationsamt der NSDAP. Für nationalsozialistische Zeitungen schrieb er wiederum kulturpolitische und politische Zeitungsartikel.
Von November 1933 bis zum Ende der NS-Herrschaft im Frühjahr 1945 saß Diehl als Abgeordneter für den Wahlkreis 18 (Westfalen Süd) im nationalsozialistischen Reichstag.
Von April 1945 bis März 1948 wurde Hein Diehl in den Rheinwiesenlagern Büderich und Rheinberg, gefolgt von Recklinghausen (bis Ende 1945), Hemer (bis 30. August 1946) und Staumühle interniert. Die Verurteilung „als Gauinspektor und in anderen Führerstellungen“ erfolgte durch die 6. SpK/SpG Hiddesen am 4. März 1948 zu 2 Jahren und 6 Monaten Gefängnis, verbüßt durch die Internierung, und einer Geldstrafe von 20.000,00 Reichsmark.